# Llista de peixos de Luxemburg

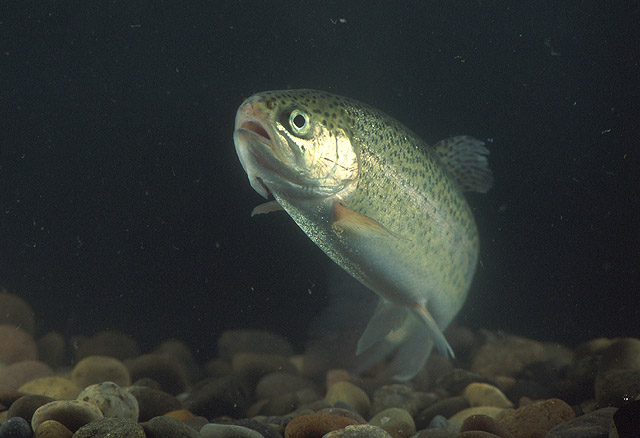
Truita arc de Sant Martí (Oncorhynchus mykiss)

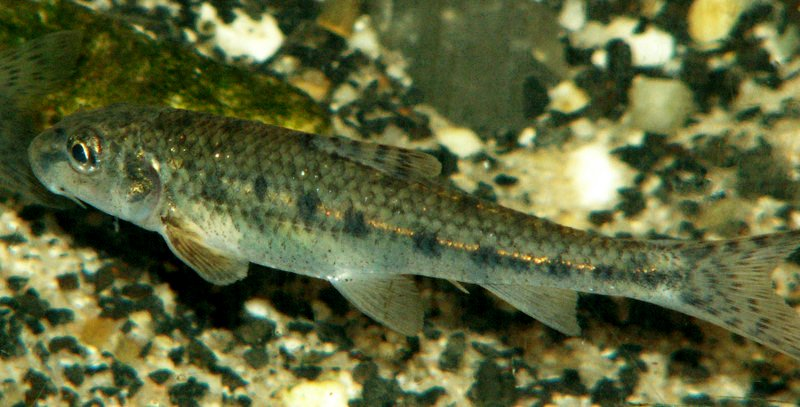
Gobi (Gobio gobio)

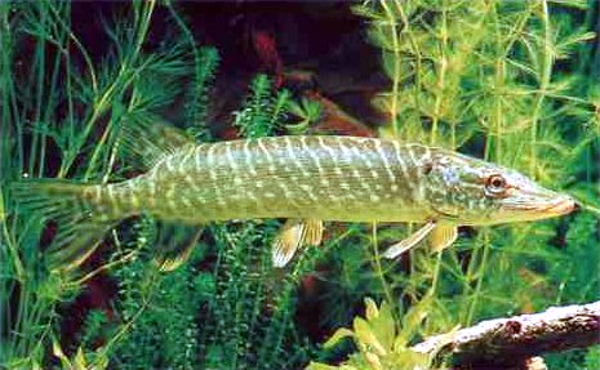
Lluç de riu (Esox lucius)

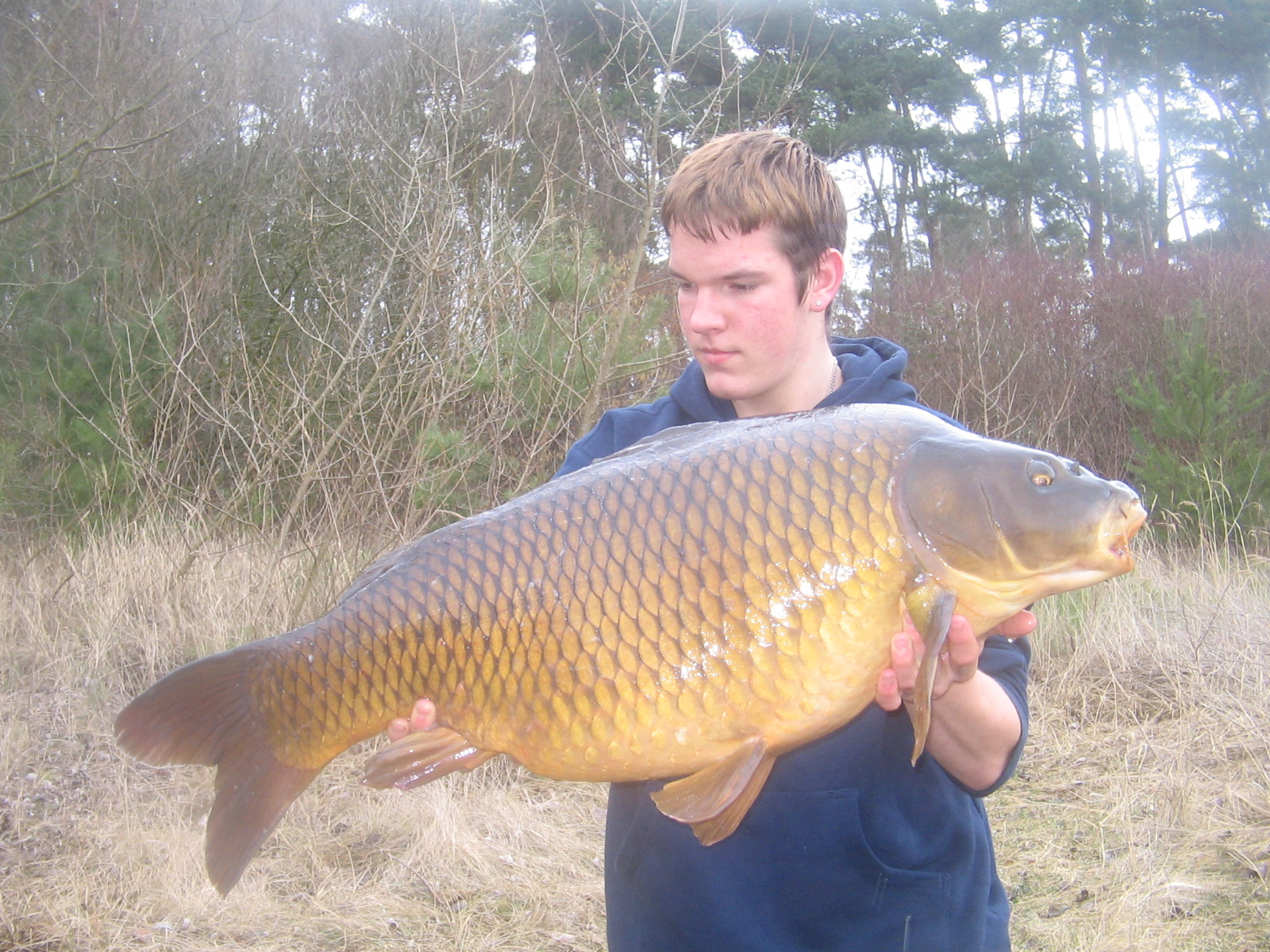
Cyprinus carpio carpio

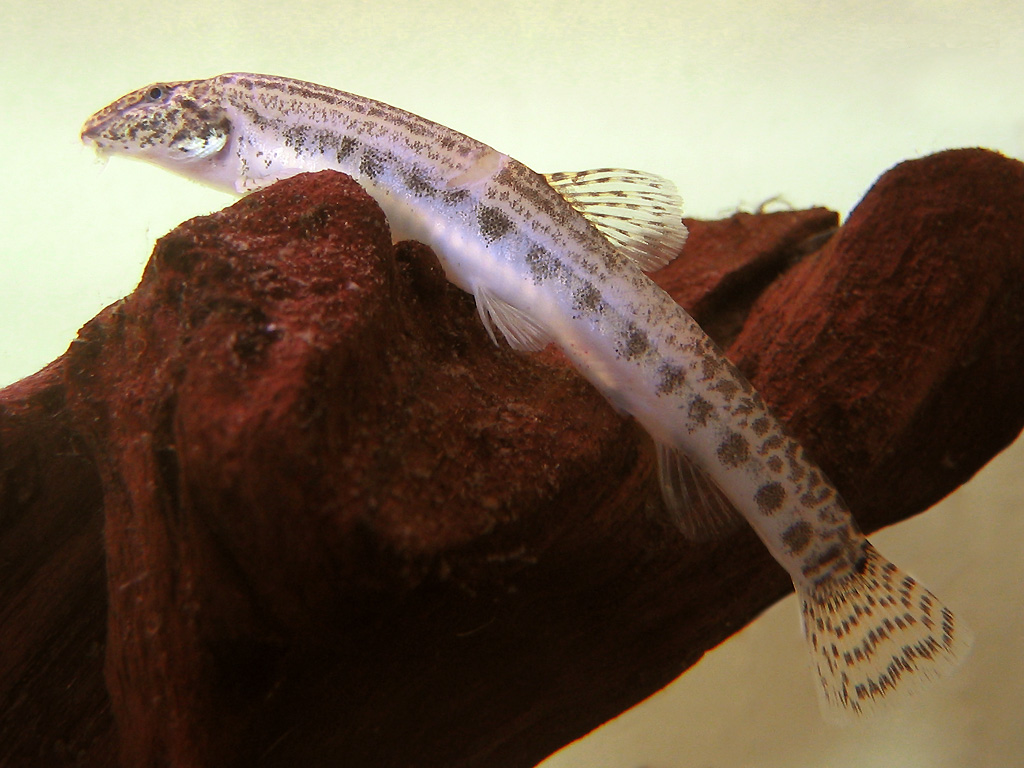
Gatet (Cobitis taenia)

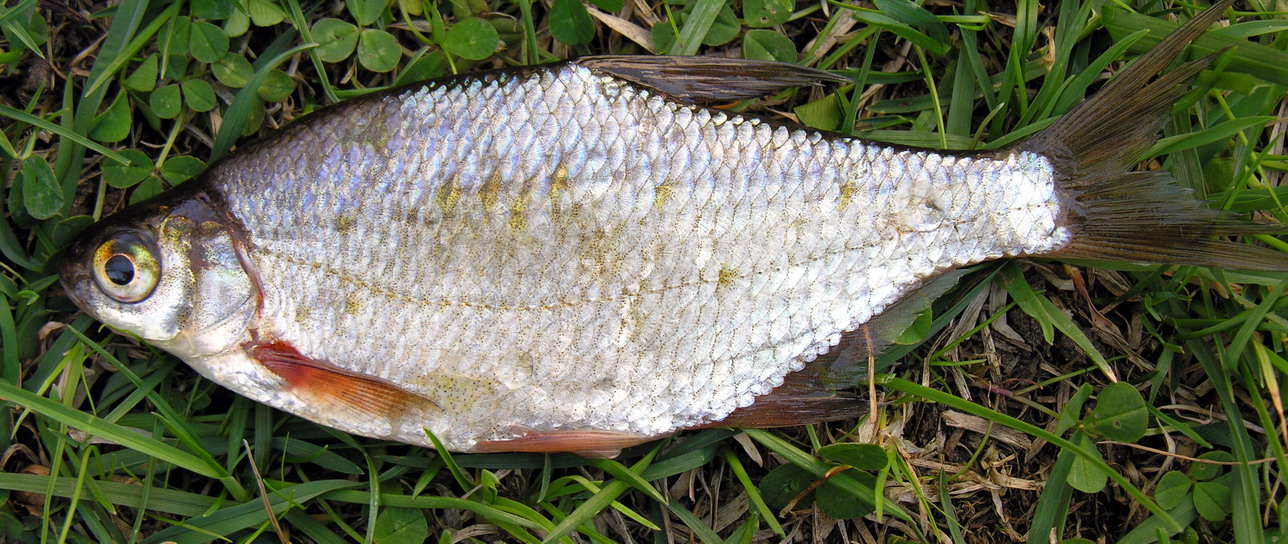
Blicca bjoerkna

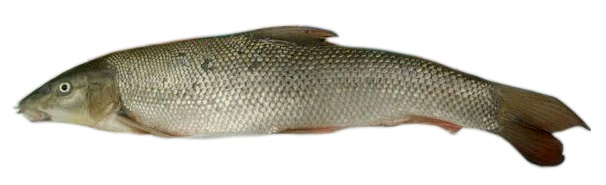
Barbus barbus

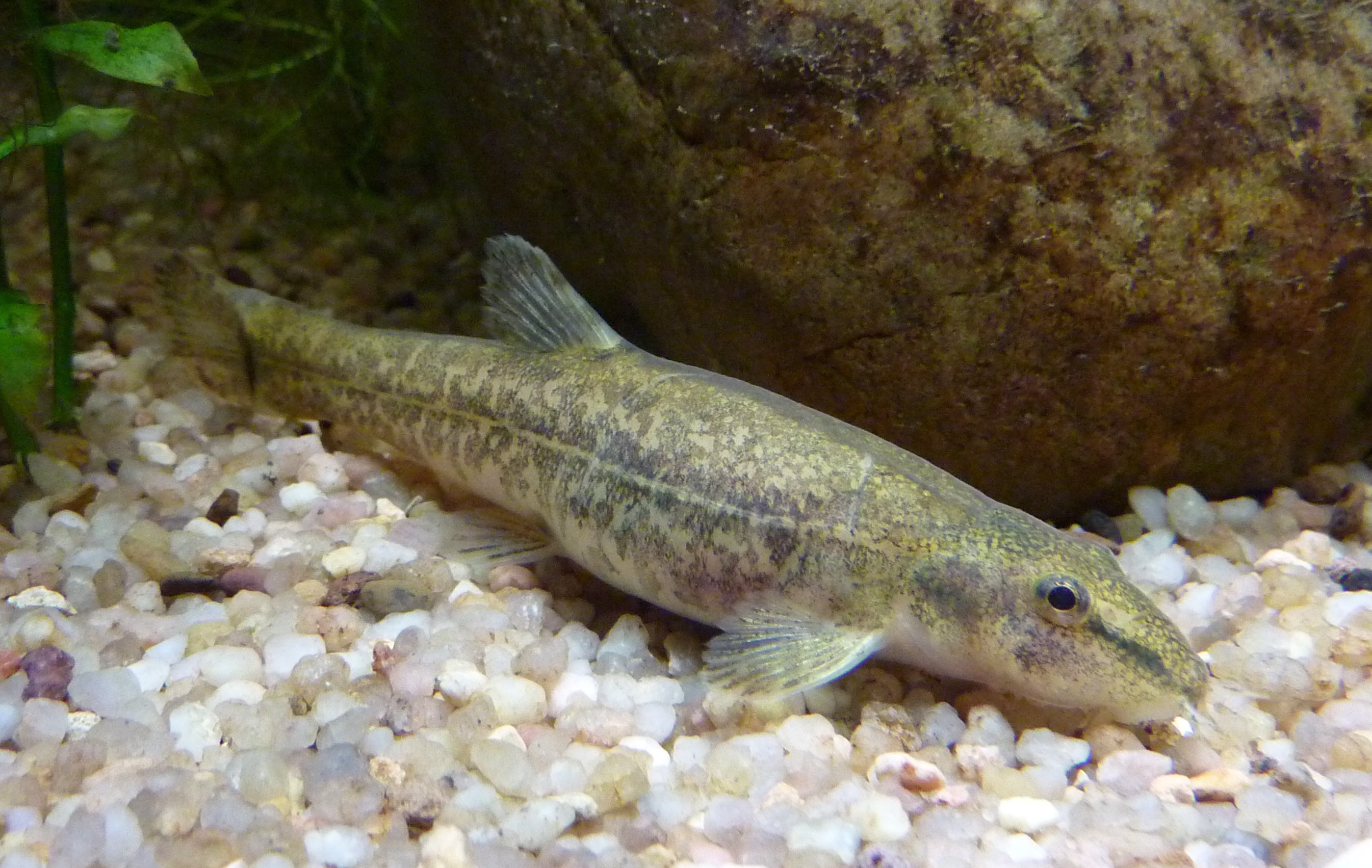
Barbatula barbatula

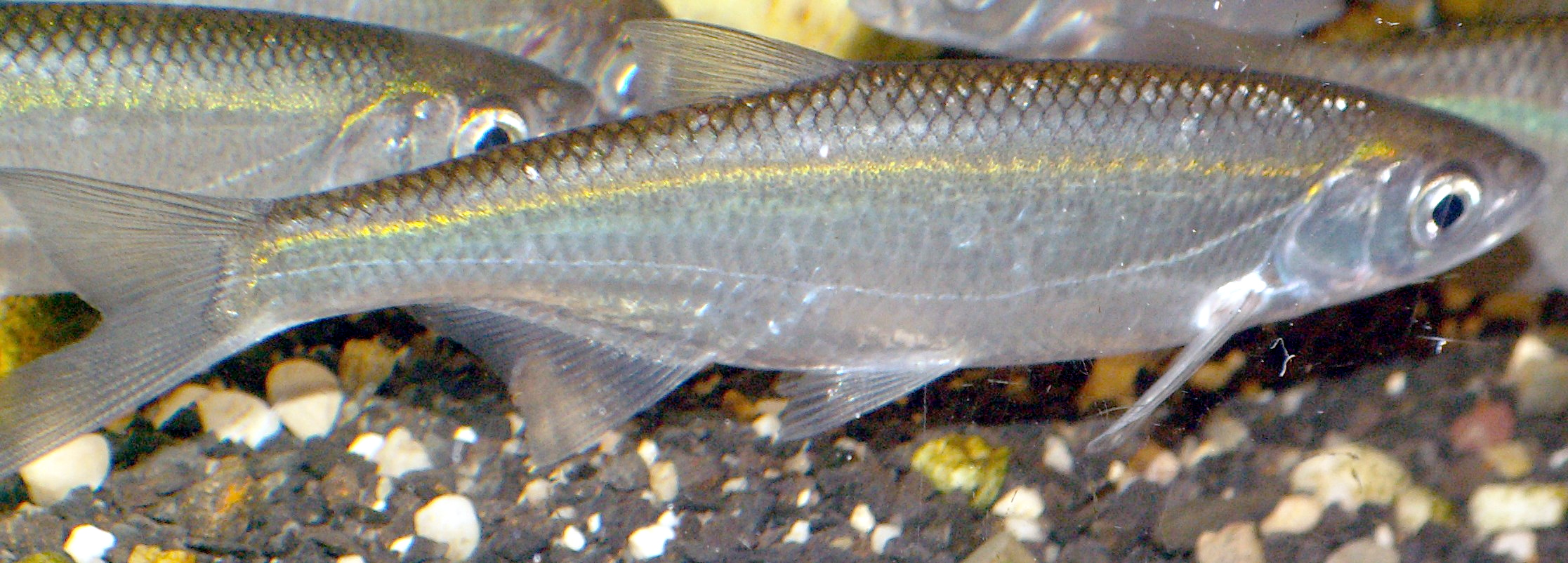
Alburnus alburnus

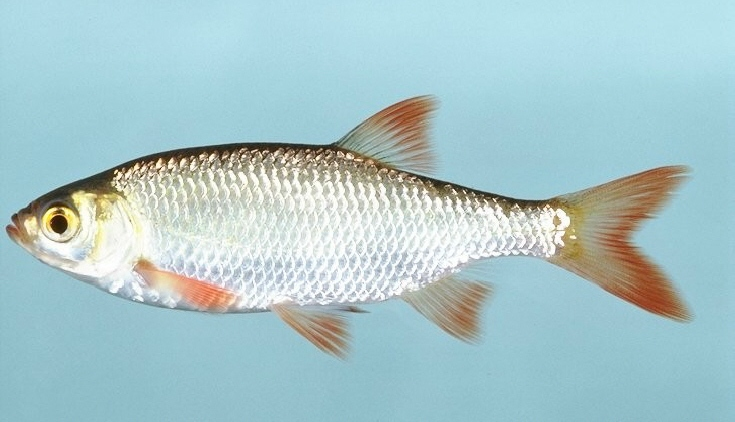
Gardí (Scardinius erythrophthalmus)

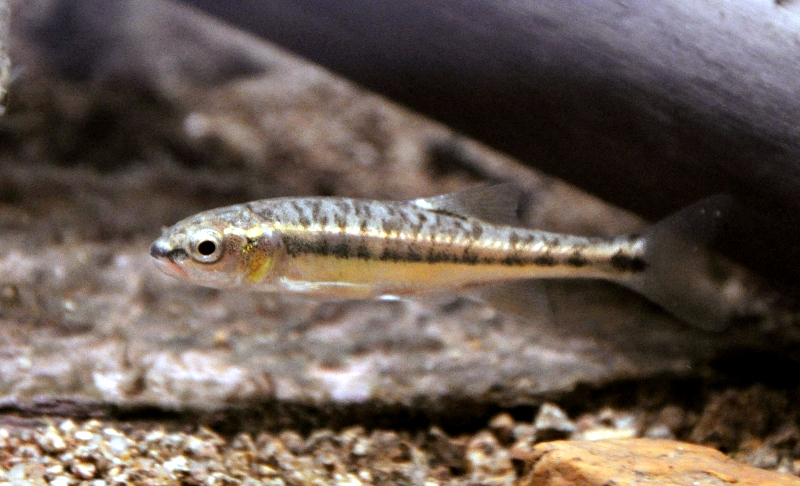
Barb roig (Phoxinus phoxinus)

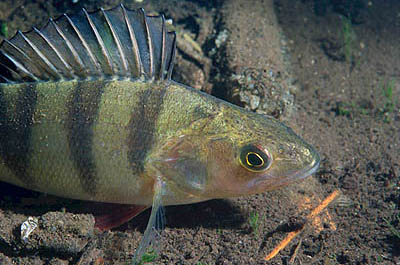
Perca de riu (Perca fluviatilis)

Aquesta llista de peixos de Luxemburg -incompleta- inclou les 12 espècies de peixos que es poden trobar a Luxemburg ordenades per l'ordre alfabètic de llur nom científic.

## A
- Alburnus alburnus

## B
- Barbatula barbatula
- Barbus barbus
- Blicca bjoerkna

## C
- Cobitis taenia
- Cyprinus carpio carpio

## E
- Esox lucius

## G
- Gobio gobio

## O
- Oncorhynchus mykiss

## P
- Perca fluviatilis
- Phoxinus phoxinus

## S
- Scardinius erythrophthalmus[1]